# Jacques Tersmeden
Carl Jacques Bruno Theodor Tersmeden, född 24 december 1922, död 30 januari 2013 var en svensk konstvetare och folkhögskollärare. 
Tersmeden var son till bankkamrer Carl Tersmeden och hans hustru Blanca, född Liljefors, samt sonson till August Tersmeden och dotterson till Bruno Liljefors.
Tersmeden verkade som lärare på Vindelns folkhögskola från 1953 till 1988. Han disputerade i konstvetenskap vid Umeå universitet med avhandlingen Bruno Liljefors. Konst och person inför svensk och utländsk allmänhet 1890-1897
. Han forskade också om ätten Tersmeden och gav ut fyra minnesskrifter om släktens liv och verksamhet i Flensburg under 1500- och 1600-talet.
Han var redaktör för tidskriften Vindeln från 1954 tillsammans med poeten Lars Englund. Från nummer 3 1959, minnesnumret över Lars Englund, stod han som ensam redaktör till dess tidskriften lades ned 1963.
Han var ordförande i Vindelns konstklubb 1969-1990, som då utvecklades till länets största. Den arrangerade bland annat en utställning kallad "Silver i Västerbotten" (1970), som gav upphov till universitetsuppsatser, en utställning med skulptur av Arne Jones (1970) och två med målningar, grafik och konsthantverk av Lars Pirak (1985, 1990).
Tersmeden var ordförande i Västerbottensdistriktet av Sveriges Konstföreningars Riksförbund 1981-1988. Från 1979 till 1990 var han ledamot av Vindelns kulturnämnd, de sista sju åren dess ordförande.
Jacques Tersmeden var gift med Eira, född Björkegren. De har tillsammans barnen Jacqueline Björnram, född 1955, Jacob Niclas Tersmeden, född 1959 och Carl Bruno Tersmeden, född 1964.